# Rosine (Kentucky)
Rosine ist ein census-designated place (CDP) im Ohio County im US-Bundesstaat Kentucky. Das U.S. Census Bureau hat bei der Volkszählung 2020 eine Einwohnerzahl von 110 ermittelt.
Die Umgebung von Rosine im Umkreis von ungefähr zwei Meilen bezeichnet man als Jerusalem Ridge. Die meisten Einwohner betreiben Landwirtschaft, wie im gesamten Ohio County. Zudem stützt sich die Wirtschaft Rosines auf den Tourismus. Die nächstgelegenen größeren Städte sind Buckboro und Bowling Green.
Berühmtheit erlangte Rosine als Geburtsort Bill Monroes und Charlie Monroes. Der gesamte Tourismus stützt sich darauf. Viele Songs Monroes beschreiben Rosine oder dessen Begebenheiten, wie zum Beispiel Little Community Church oder Uncle Pen. In Rosine wurde zu Ehren Bill Monroes ein Denkmal errichtet und ein Museum eröffnet. Auch das Elternhaus der Monroe Brothers ist ein zu einem Besichtigungspunkt umgebaut worden.

## Geschichte
Gegründet wurde Rosine von Henry D. McHenry, einem Schriftsteller und Buchautor. Der Name Rosine entstammt seiner Frau, Jenny Taylor McHenry, die ebenfalls Schriftstellerin war und den Namen als Pseudonym verwendete.

## Söhne und Töchter des Ortes
- Tex Atchison (1912–1982), Country-Musiker
- Bill Monroe (1911–1996), Bluegrass-Musiker, Mandolinist und Komponist
- Birch Monroe (1901–1982), Bluegrass-Musiker
- Charlie Monroe (1903–1975), Bluegrass-Musiker